# Dżentelmeni i gracze
Dżentelmeni i gracze (tytuł oryginalny: Gentlemen & Players) to powieść psychologiczna autorstwa brytyjskiej pisarki Joanne Harris, po raz pierwszy opublikowana w 2005 roku. Akcja książki toczy się podczas semestru w St Oswald's, elitarnej szkole prywatnej dla chłopców w Północnej Anglii. W szkole mają miejsce tajemnicze zajścia, które z upływem czasu stają się coraz częstsze i poważniejsze.